# مجموعة المناظر الطبيعية
تم تقديم مصطلح مجموعة المناظر الطبيعية إلى تصميم المناظر الطبيعية وتخطيط المناظر الطبيعية بواسطة السيد جيفري جيليكو. الذي كتب على غلاف كتابه: المشهد الطبيعي للإنسان، أن «العالم يتجه إلى مرحلة يمكن فيها التعرف على تصميم المناظر الطبيعية باعتباره أشمل. يخلق الإنسان من حوله بيئة تمثل إسقاطًا لطبيعة أفكاره المجردة. هذا فقط في القرن الحالي، فقد ظهرت مجموعة المناظر الطبيعية كضرورة اجتماعية. نحن نشجع فن المناظر الطبيعية على نطاق لم يتم تصوره على الإطلاق في التاريخ».

## تعريفات
يبدو أن المصطلح مستوحى من استخدام كارل يونج لمصطلح اللاوعي الجماعي. أعجبت جيفري بـ يونج، لكن استخدام "المشهد الجماعي'' في الاقتباس أعلاه له شيء مشترك مع استخدامه في المجموعة. على عكس مصطلحات الحديقة العامة والمتنزه الوطني، فإن مصطلح مجموعة المناظر الطبيعية هو بنية نفسية ومفهوم تجريدي.
وبالتالي، يُفهم مصطلح مجموعة المناظر االطبيعية بشكل أفضل على أنه منظر طبيعي الذي:
- موجود في اللاوعي الجماعي.
- مثل السلع العامة الأخرى، لا ينتمي إلى أي فرد.

## تطبيقات معاصرة
في هندسة المناظر الطبيعية المعاصرة الأمريكية، يستخدم مصطلح «المناظر الطبيعية الجماعية» ليعني «المناظر الطبيعية التي تهم المجتمع» كما هو الحال في الاقتباس التالي من سموكي ماونتن نيوز (جريدة أسبوعية) للأسبوع 10/12/05: «النضال من أجل الحفاظ على إرث مجموعة المناظر الطبيعية تم مُحاربة هذا النضال ولقد خاضت قبيلة شويكي هذا النضال وفازت مرة في الماضي ولكن الآن الخطر عاد من جديد».

## اقرأ أيضاً
- عمارة تنسيق المواقع